# Teslascopio
Il teslascopio era una ricetrasmittente progettata dal fisico Nikola Tesla con la finalità di comunicare con forme di vita extraterrestre.
Esso divenne molto popolare in seguito alle affermazioni che lo stesso Tesla fece a suo riguardo in un'intervista pubblicata dal Time nel 20 luglio 1931 in una sezione dedicata a commemorarne il settantacinquesimo compleanno.
Mentre effettuava ricerche sull'elettricità atmosferica, Nikola Tesla si imbatté in alcuni segnali periodici che ritenne appartenessero a qualche sorgente non-terrestre.
Alcune ricerche hanno tuttavia suggerito che, con buona probabilità, Tesla aveva erroneamente interpretato i segnali provenienti dalla nuova tecnologia con la quale lavorava, e che il segnale ricevuto fosse piuttosto un segnale radio astronomico simile a quelli generati dalla magnetosfera di Giove.

## Comunicazioni con Marte
Nel 1896 Tesla disse in un'intervista:
L'annuncio di Tesla dei segnali elettromagnetici extraterrestri del 1899 ed i successivi non furono visti di buon occhio dalla comunità scientifica del tempo.
Nel 1902, mentre era intento a visitare gli Stati Uniti, Lord Kelvin disse di concordare con Tesla sul fatto che Marte stesse inviando segnali agli Stati Uniti.
Nel 1909 Tesla affermò:
Inoltre mentre nel 1909 il prof. Pickering annunciava la sua idea di creare una serie di specchi in Texas, con l'obiettivo di segnalare presenze di Marziani, Tesla introdusse la sua idea di comunicare con altri pianeti:
Nel 1921 Tesla scrisse riguardo alla sua esperienza, in merito alla quale credeva che i segnali provenissero da Marte, escludendo la previsione del 1901 secondo la quale i segnali che ricevette si sarebbero potuti originare da Venere anziché dal Pianeta rosso: